# Hjärtlanda kyrka
Hjärtlanda kyrka är en kyrkobyggnad som tillhör Sävsjö församling i Växjö stift. Kyrkan ligger utmed länsvägen mellan Sävsjö och Stockaryd cirka fem kilometer söder om Sävsjö. Kyrkan ligger centralt i byn Hjärtlanda med småsjöarna Hjärtlandasjön och Kyrkogölen alldeles intill.
Hjärtlanda var egen församling ända fram till 2010, då den gick upp i Sävsjö församling.

## Kyrkobyggnaden
Kyrkan uppfördes i romansk stil under andra hälften av 1100-talet. Den är en av de så kallade Njudungskyrkorna och saknar sockel, en så kallad "barfota" kyrka. Det anses allmänt att kyrkobyggare drog norrut efter att Lunds domkyrka stod klar vid mitten av 1100-talet. Månne fick de i uppdrag av socknens folk att bygga en kyrka. Kopplingar fanns kanske också till närbelägna Nydala kloster, som uppfördes vid samma tid. 
Under såväl 1700- som 1800-talet försökte stiftet lägga ned kyrkan eftersom den ansågs vara för oansenlig och opraktisk. Men socknens befolkning satte sig emot och lyckades bevara kyrkan. 
Hjärtlanda kyrka har, till skillnad från många andra kyrkor från medeltiden, inte genomgått några större förändringar extreört sedan den byggdes under 1100-talet. Enstaka fönster har tagits upp men antalet fönster är alltjämt begränsat. Detta medför att kyrkan idag ger en god bild det medeltida kyrkorummet och dess ljussättning. I absiden finns exempelvis ett kommunionsfönster som ger den visuella effekt som den var avsedd att ha i den medeltida kyrkan.
Kyrkan har tre ingångar. En ingång på södra väggen som går till koret och har tympanon. Andra går genom vapenhuset i väster. Tredje genom sakristian i norr. Kyrkorummets platta trätak har målningar utförda i senbarock under 1700-talet.
Kyrkan har eluppvärmning och används året om vid större högtider.
Nuvarande klockstapel uppfördes någon gång under 1600-1700 talen och var då öppen. Den kläddes in troligen kring 1900.

## Inventarier
- En staty av Johannes Döparen från 1400-talet finns i norra fönstret.
- Vid dopfunten finns en madonnastaty i trä från 1200-talet.
- Ett unikt bäraltare från missionstiden innan några kyrkor hade byggts.
- Predikstolen i bondbarock är från 1600-talet.
- Altaret är murat direkt vid väggen inne i absiden.
- En phallosskulptur funnen vid utgrävningar 1927. Numera vid Historiska museet i Stockholm.

### Orgel
- Orgel byggd 1880 av Carl August Johansson, Broaryd. Orgeln är restaurerad vid ett par tillfällen. Den renoverades och utökades 1954 av Lindegrens Orgelbyggeri AB, Göteborg. Manualen är mekanisk och pedalen pneumatisk.

| Manual            | Pedal      | Koppel     |
| Principal 8'      | Subbas 16´ | Man/Ped    |
| Gedakt 8'         |            | Man 4'/Man |
| Fugara 8'         |            |            |
| Octava 4'         |            |            |
| Flöjt 4'          |            |            |
| Valtflöjt 2'      |            |            |
| Crescendosvällare |            |            |

## Bildgalleri

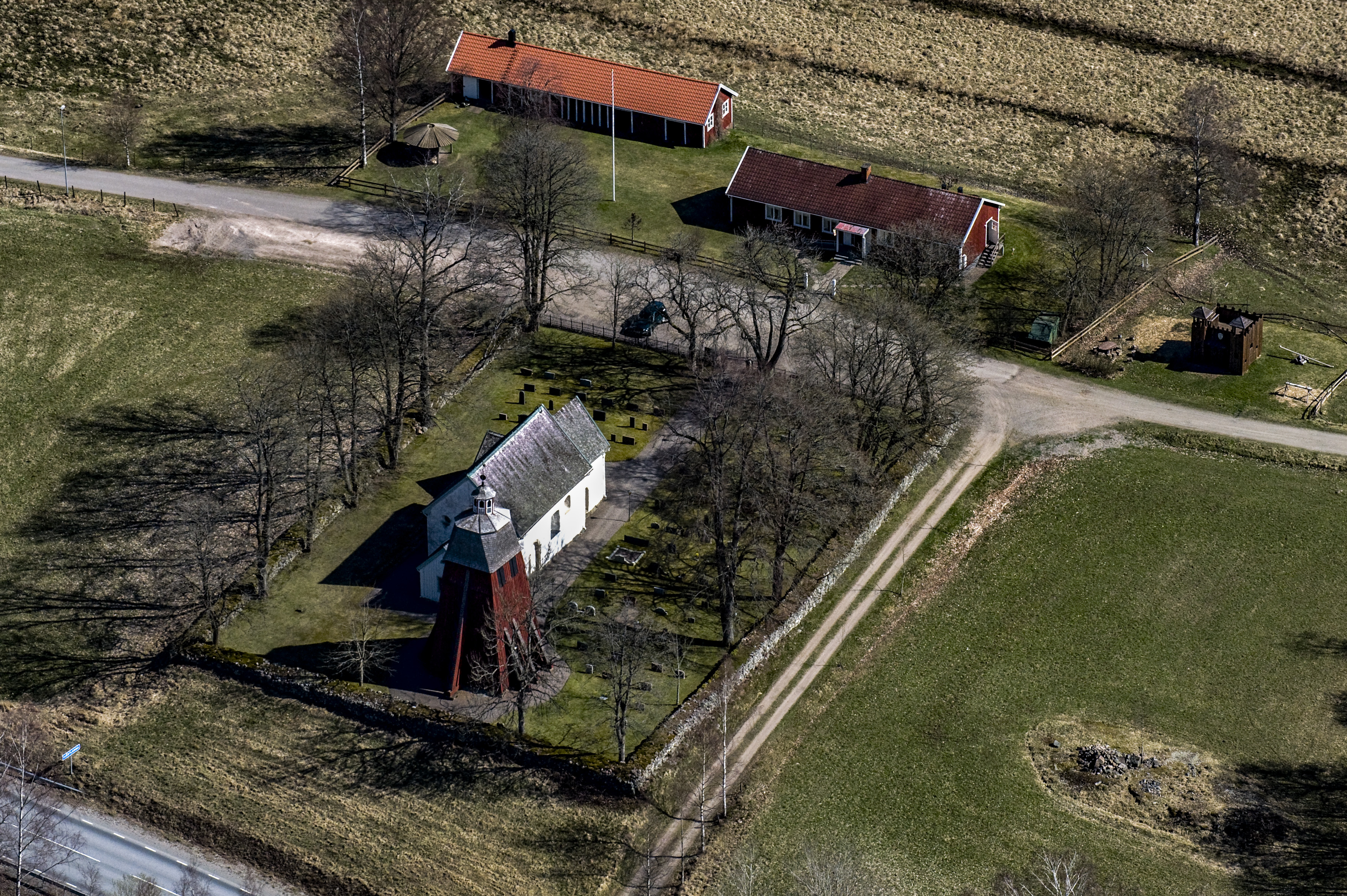
Kyrkan i landskapet
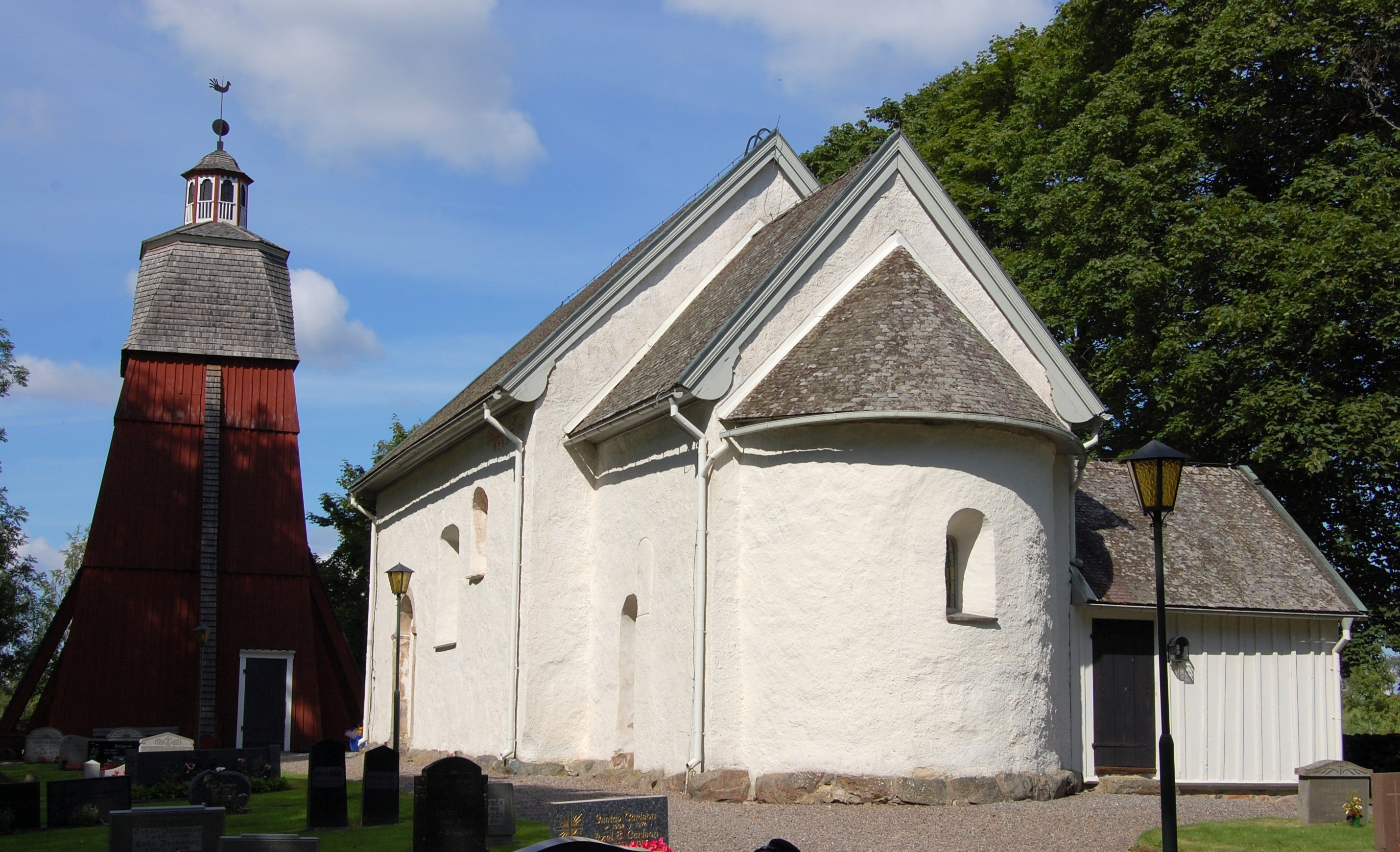
Exteriör från sydöst
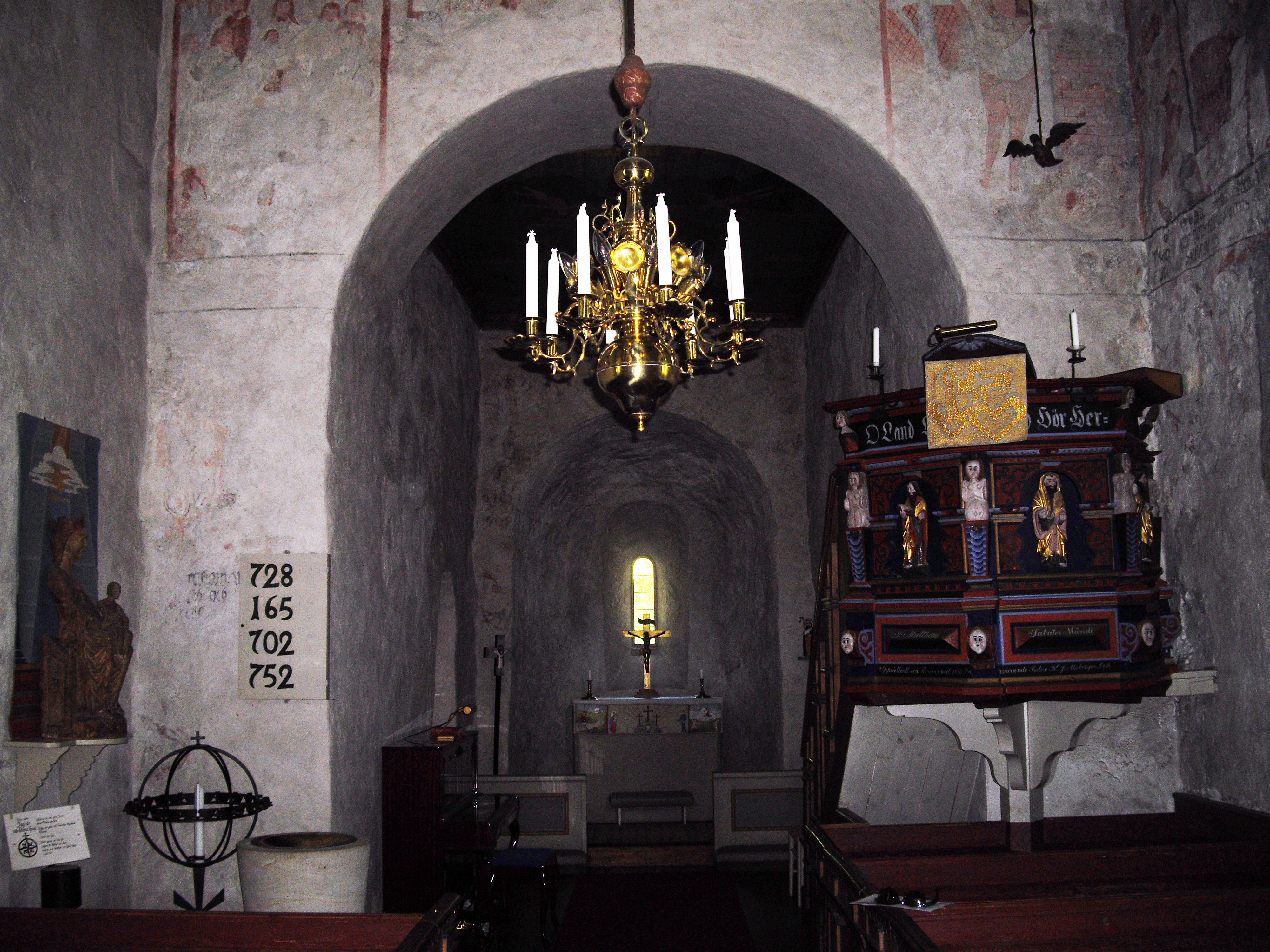
Interiör
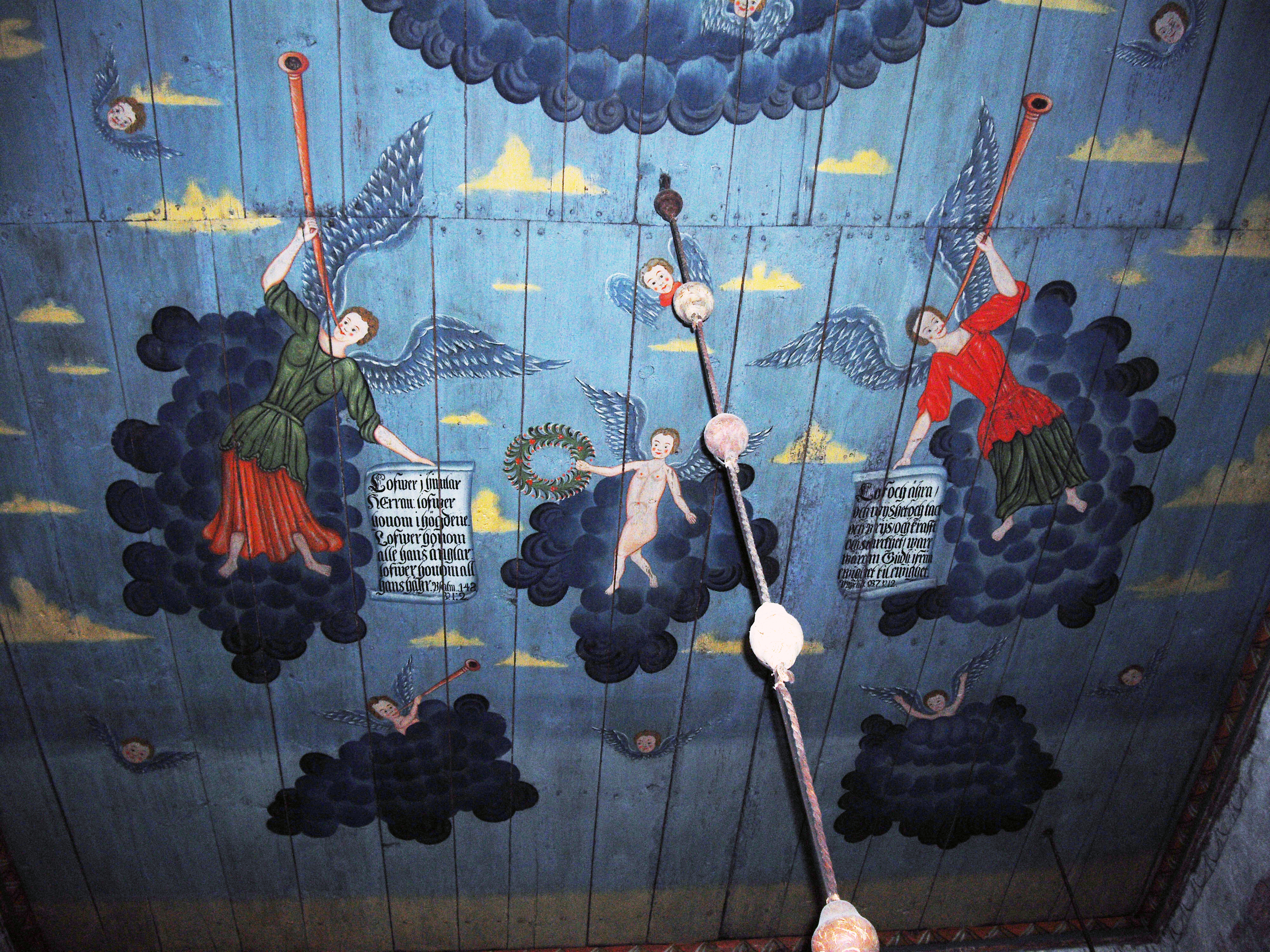
Takmålningar
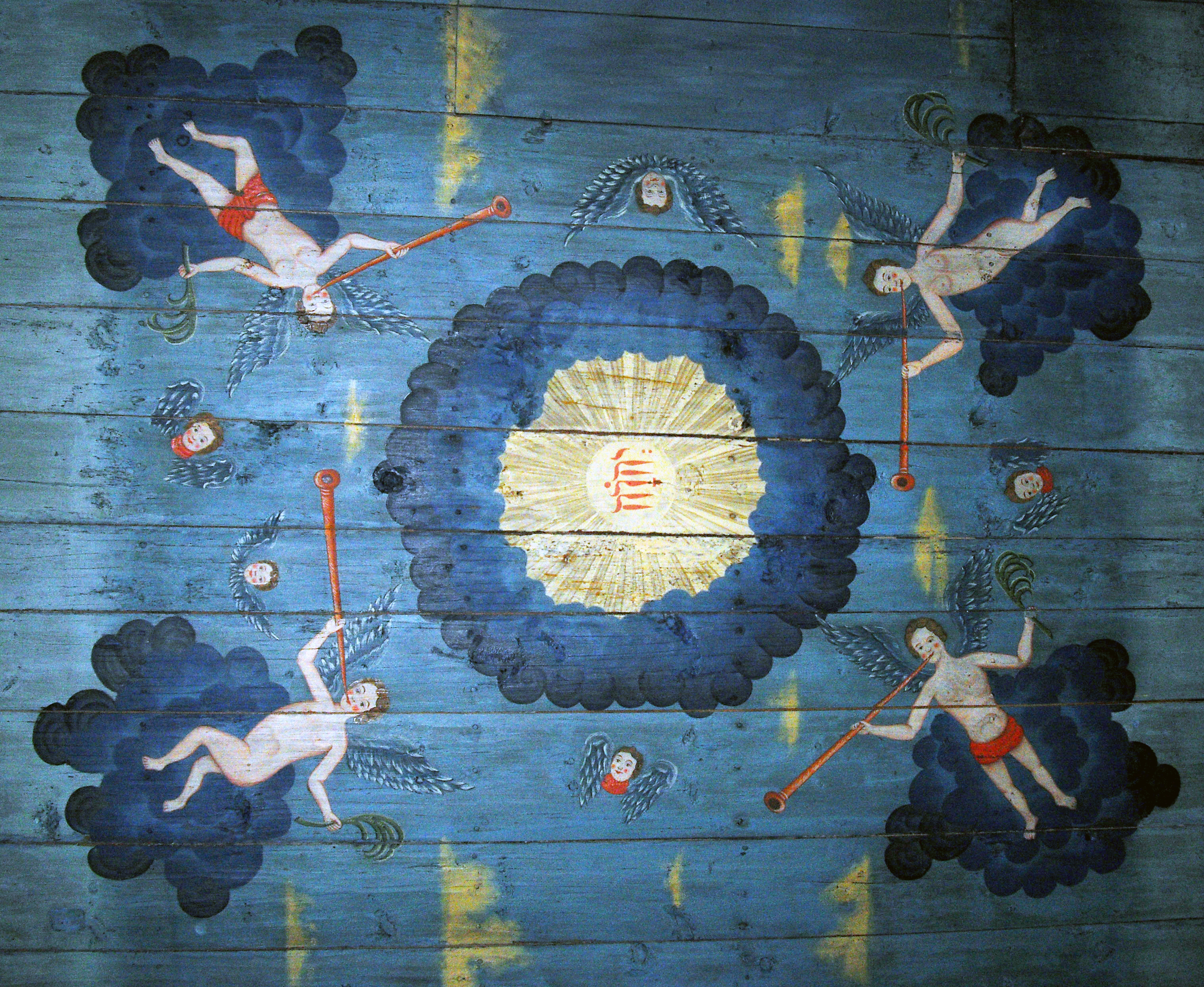
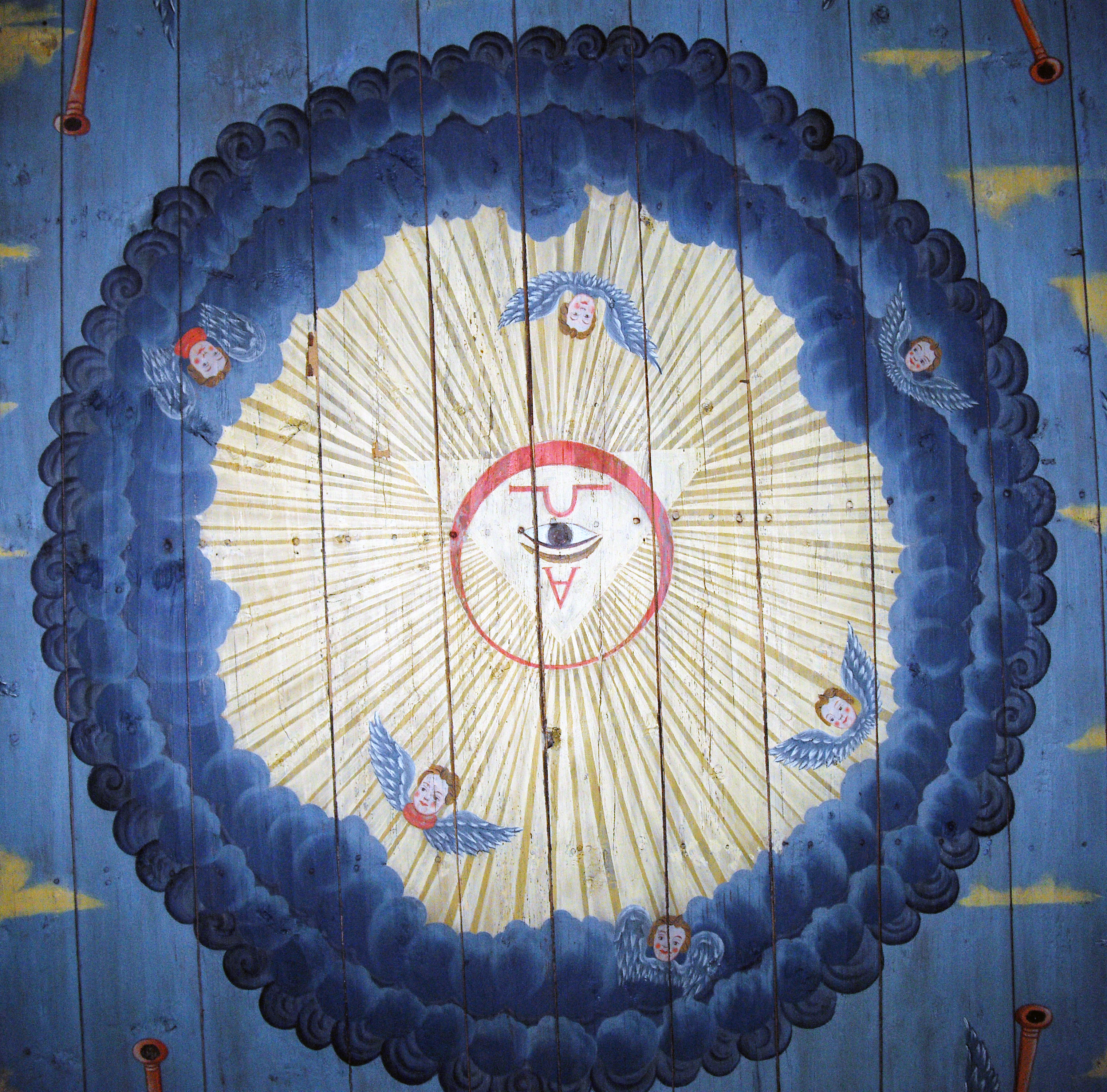
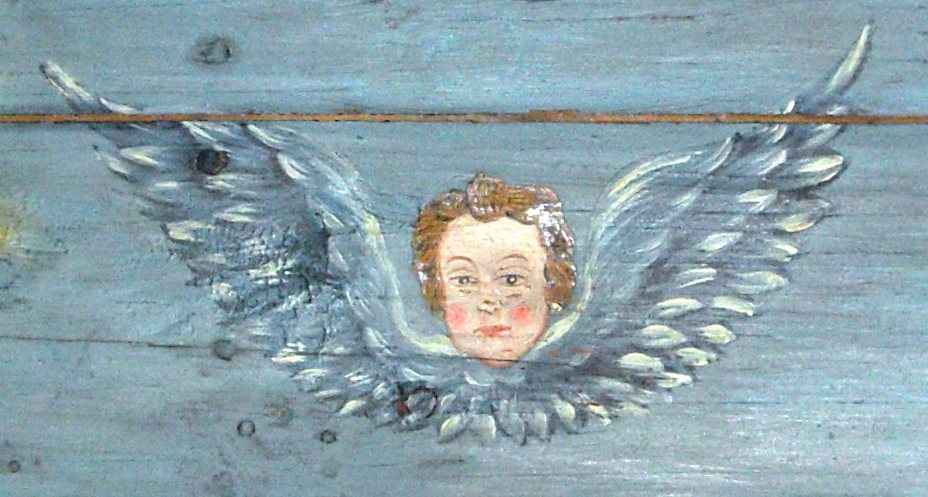
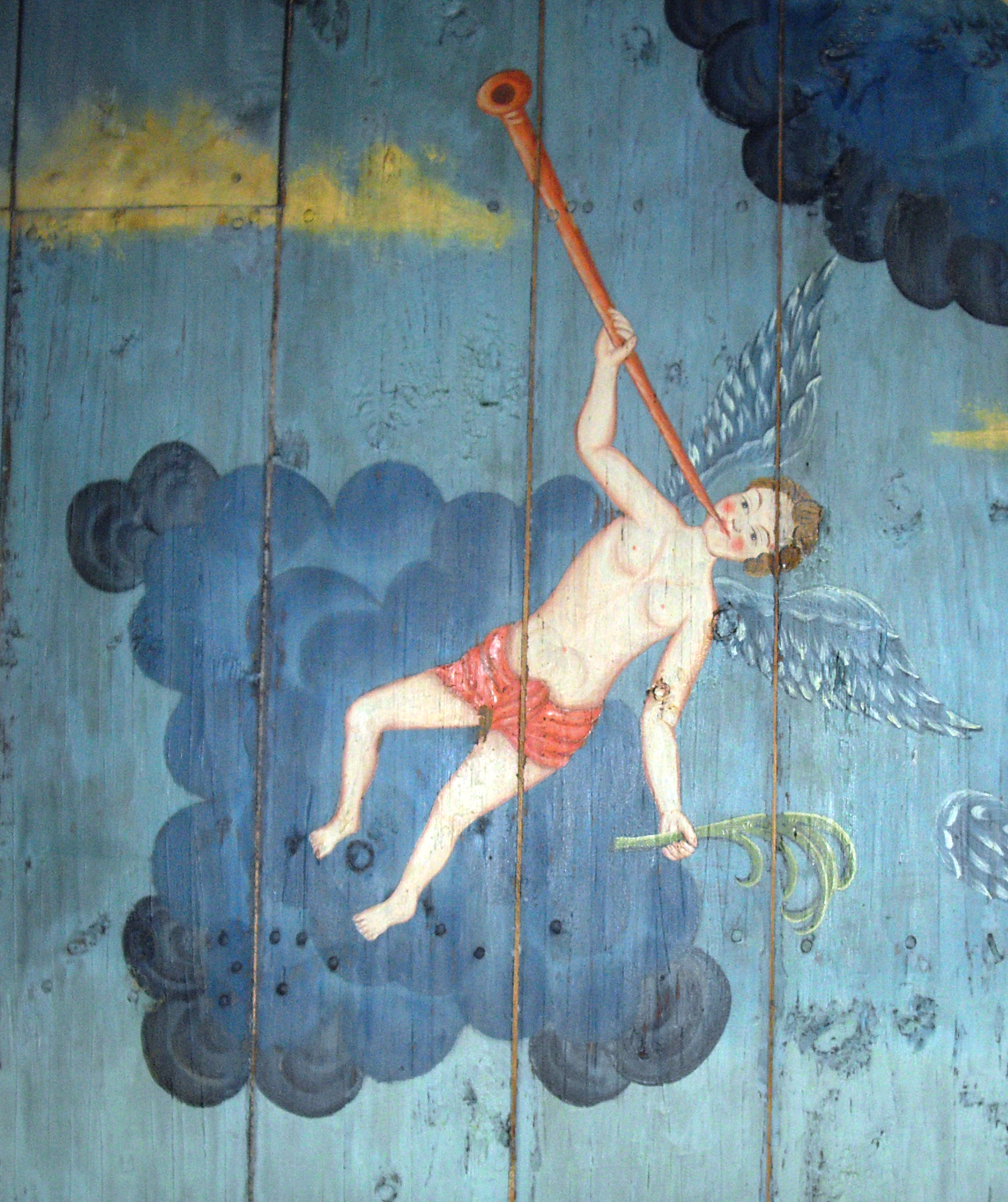

### Webbkällor
- Hjärtlanda socken i Jönköpings län
- Hjärtlanda byalag
- Njudungskyrkorna
- anläggningspresentation
- Wikimedia Commons har media som rör Hjärtlanda kyrka.